# Jim O'Brien (ultra-trail)
Pour les articles homonymes, voir Jim O'Brien.
Jim O'Brien est un athlète américain né en 1953. Spécialiste de l'ultra-trail, il a notamment remporté l'Angeles Crest 100 Mile Endurance Run en 1989, la Leadville Trail 100 en 1990 et la Wasatch Front 100 Mile Endurance Run en 1991.

## Résultats
- 1987
  - 3e de l'Angeles Crest 100 Mile Endurance Run.

- 1988
  - 9e de la Western States Endurance Run.

- 1989
  - 1er de l'Angeles Crest 100 Mile Endurance Run.

- 1990
  - 1er de la Leadville Trail 100.

- 1991
  - 1er de la Wasatch Front 100 Mile Endurance Run.